# Apis mellifera cecropia
La abeja griega del sur (Apis mellifera cecropia) es una subespecie de abeja doméstica nativa del sudeste de Grecia. Bouga (2005) estudia poblaciones de abejas de varias áreas de Grecia (Ikaria, Kasos, Kythira, Phthiotida, Macedonia del Norte y Chipre) analizando segmentos del ADN mitocondrial encontrándose diferencias de restricciones enzimáticas, resultando que Apis mellifera adamii, Apis mellifera cecropia y Apis mellifera cypria tienen un haplotipo que difiere del haplotipo de Apis mellifera macedonica, resultando esta subespecie ser la más distante de todas. Esta subespecie pertenece al linaje C junto a Apis mellifera carnica, Apis mellifera ligustica, etc. que habitan Europa central.
La apariencia es similar a la de Apis mellifera carnica. Las reinas y zánganos son oscuros. Cría temprano en la primavera, generando grandes colonias. Tendencia a enjambrar. Apis mellifera cecropia propoliza la entrada y el interior de la colmena, siendo un problema para el manejo de los cuadros. Produce mucha miel sobre todo en la primavera, aprovechando los flujos de miel. A. m. macedonica es más mansa que A. m cecropia dado que es uno de los parientes más cercanos de las abejas carniolas (Apis mellifera carnica). A. m. cecropia es ideal para generar abejas, dada la alta fecundidad y baja agresividad.